# Mathias José Velho
Mathias José Velho (Rio Grande do Sul, 20 de outubro de 1802 — Rio Pardo, 25 de maio de 1875) foi um latifundiário brasileiro, um dos homens mais ricos da província de São Pedro do Rio Grande do Sul durante a segunda metade do século XIX.
Batizado em Rio Grande, Mathias era um dos muitos filhos de Matías Bello (1760-1818), natural de Caspe, então Reino de Aragão, o qual no Rio Grande passou a ser chamado de Mathias Velho, e de sua esposa, a açoriana Rita Maria Pereira (1765-1848), natural de Cedros, na Ilha de Horta. 
Recebeu o título de major, no entanto, não é possível afirmar que participou de alguma guerra, nem participado da Guarda Nacional.
Em 22 de setembro de 1827, na atual cidade de Mostardas, Mathias José Velho se casou com Luciana Francisca da Terra (1806-1888), filha de Manoel Francisco da Terra e de Josefa Maria do Nascimento.
Em 1857, adquiriu do Barão de Quaraí a grande Fazenda de Santa Vitória, em Rio Pardo. A negociação, mais tarde, serviu de tema para uma crônica sarcástica do escritor Josué Guimarães, em que narra que o barão estava afoito para se livrar da propriedade mal cuidada e que o comprador Velho veio a se arrepender da compra.
Faleceu em 1875 em sua estância de Santa Vitória, em Rio Pardo, aos setenta e três anos de idade. Com sua morte, foi realizado seu inventário, que abrangia inúmeras propriedades e bens, incluindo escravos e até mesmo os "ingênuos" (filhos de escravos libertos), apesar da promulgação da Lei do Ventre Livre de 1871. O patrimônio englobava uma estância com 35.216 hectares de terra e mais de 15 mil animais. A partilha levou alguns anos para ser concluída em razão de existir um filho pré-morto e netos menores envolvidos na partilha. A Fazenda Santa Vitória passou, por herança, para uma filha de Mathias, Virgínia Velho Py, casada com Francisco Py (um irmão de Manoel Py).
Nos dias de hoje, um retrato de Mathias e de sua esposa Francisca, feitos pelo pintor italiano Frederico Trebbi, fazem parte do acervo do Museu do Barão de Santo Ângelo, em Rio Pardo.

## Descendência
Mathias Velho e sua esposa Francisca da Terra Velho tiveram ao menos catorze filhos, que deixaram inúmeros descendentes, alguns dos quais conhecidos.
Através de seu filho mais velho, Manuel Mathias Velho (1829-1900), é um antepassado do ator Paulo César de Campos Velho, o Paulo César Peréio (1940-2024), e de seu irmão, Carlos Augusto (1946-2012), melhor conhecido Jota Pingo, artista radicado em Brasília. Também por meio do primogênito Manuel Mathias, Mathias José foi avô do Dr. Alberto de Campos Velho (n. 1856-), médico, que dá nome a uma importante avenida no bairro Cristal, em Porto Alegre, e que foi partipante da 4ª Exposição de Flores organizada pelo Estado do Rio Grande do Sul em 1920.  
Através de seu terceiro filho, Miguel Mathias da Terra Velho (1833-1889), foi avô do doutor Leonel Gomes Velho (1865-1943), que ocupou o cargo de Inspetor de Saúde de Porto Alegre e chefe da Inspetoria de Saúde dos Portos do Estado durante a epidemia de varíola, e bisavô do médico e político Edgardo Pereira Velho (1901-1962), que dá nome ao distrito de Mostardas. 
Através de sua filha Rita Carolina da Terra Velho (1841-1882), Mathias Velho foi avô materno da primeira médica mulher formada no Brasil, Rita Velho Lobato Lopes, graduada em 1887.
Através de sua filha Josefa Geralda Velho (1844-1912), Mathias Velho foi avô materno de Geralda Velho Cardia (1861-1929), a esposa de Protásio Alves, deputado e presidente da Assembleia Legislativa do Rio Grande do Sul.
Mathias Velho foi também pai de Saturnino Mathias Velho (1849-1924), seu sétimo filho, que foi proprietário na cidade de Canoas de uma grande fazenda que hoje corresponde ao popular bairro Mathias Velho, e de um casarão antigo, demolido em 1986, que deu lugar ao shopping da cidade. Saturnino Mathias Velho foi ainda avô do político Carlos de Brito Velho (1912-1998) e bisavô do artista plástico Britto Velho (1946-).